# Gmina związkowa Schönenberg-Kübelberg
Gmina związkowa Schönenberg-Kübelberg (niem. Verbandsgemeinde Schönenberg-Kübelberg) – dawna gmina związkowa w Niemczech, w kraju związkowym Nadrenia-Palatynat, w powiecie Kusel. Siedziba gminy związkowej znajdowała się w miejscowości Schönenberg-Kübelberg. 1 stycznia 2017 gmina związkowa została połączona z gminami związkowymi Glan-Münchweilerg oraz Waldmohr tworząc nową gminę związkową Oberes Glantal.

## Podział administracyjny
Gmina związkowa zrzeszała siedem gmin wiejskich:
1. Altenkirchen
2. Brücken (Pfalz)
3. Dittweiler
4. Frohnhofen
5. Gries
6. Ohmbach
7. Schönenberg-Kübelberg